# Relaciones España-Taiwán
Las relaciones España-Taiwán son las relaciones bilaterales entre el Reino de España y la República de China (más conocida como Taiwán por su ubicación en la isla del mismo nombre).

## Historia

### Conquista española

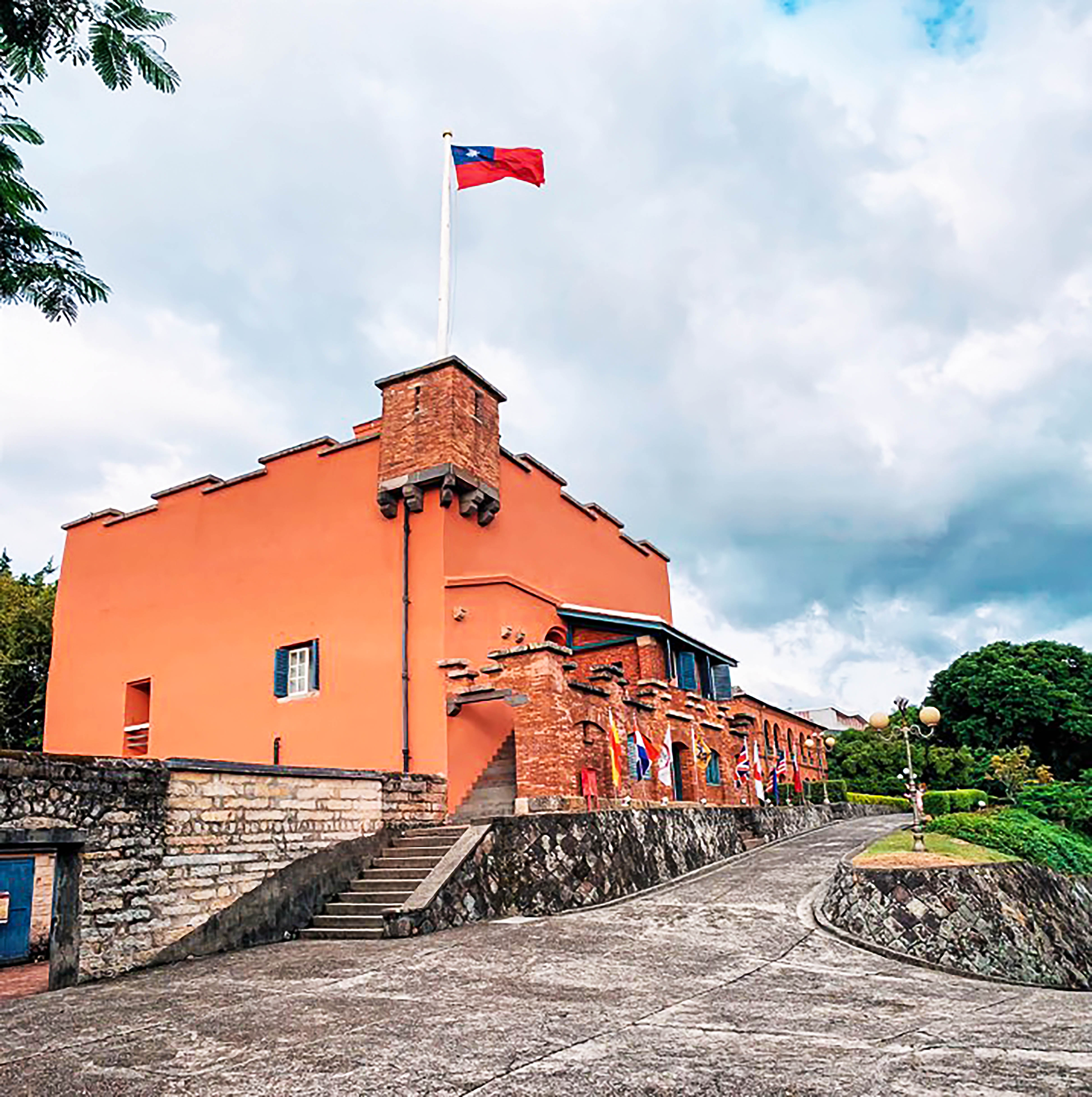
Fuerte de Santo Domingo en Tamsui, con la bandera española y la de otras naciones al pie

Debido a que las Bulas del papa Alejandro VI otorgaban las tierras que quedaran al oeste de las Azores a España y las del este a Portugal, mediante el que se fijó el Tratado de Tordesillas (1494), fue este último el primero en entablar relaciones con China.
El acercamiento español a China llegó a través de Filipinas (1565). Es en Manila, fundada por Miguel López de Legazpi, donde los españoles entran en contacto con las redes comerciales que llegaban desde las costas chinas. Años más tarde, en 1626, los españoles conquistan la isla Formosa (Taiwán) y allí permanecen hasta que, en 1642, son expulsados por los neerlandeses.

### República de China
Tras la guerra civil china (1927-1949), las tropas nacionalistas de Chiang Kai-shek, huyendo del avance comunista, establecieron su gobierno en la ciudad de Taipéi, en la isla de Taiwán. España, afín al gobierno de Taipéi, mantuvo relaciones diplomáticas con la China nacionalista (República de China) a través de la Embajada de España en Filipinas desde 1952 a 1960, año en que se estableció la embajada residente en la República de China.

## Relaciones bilaterales

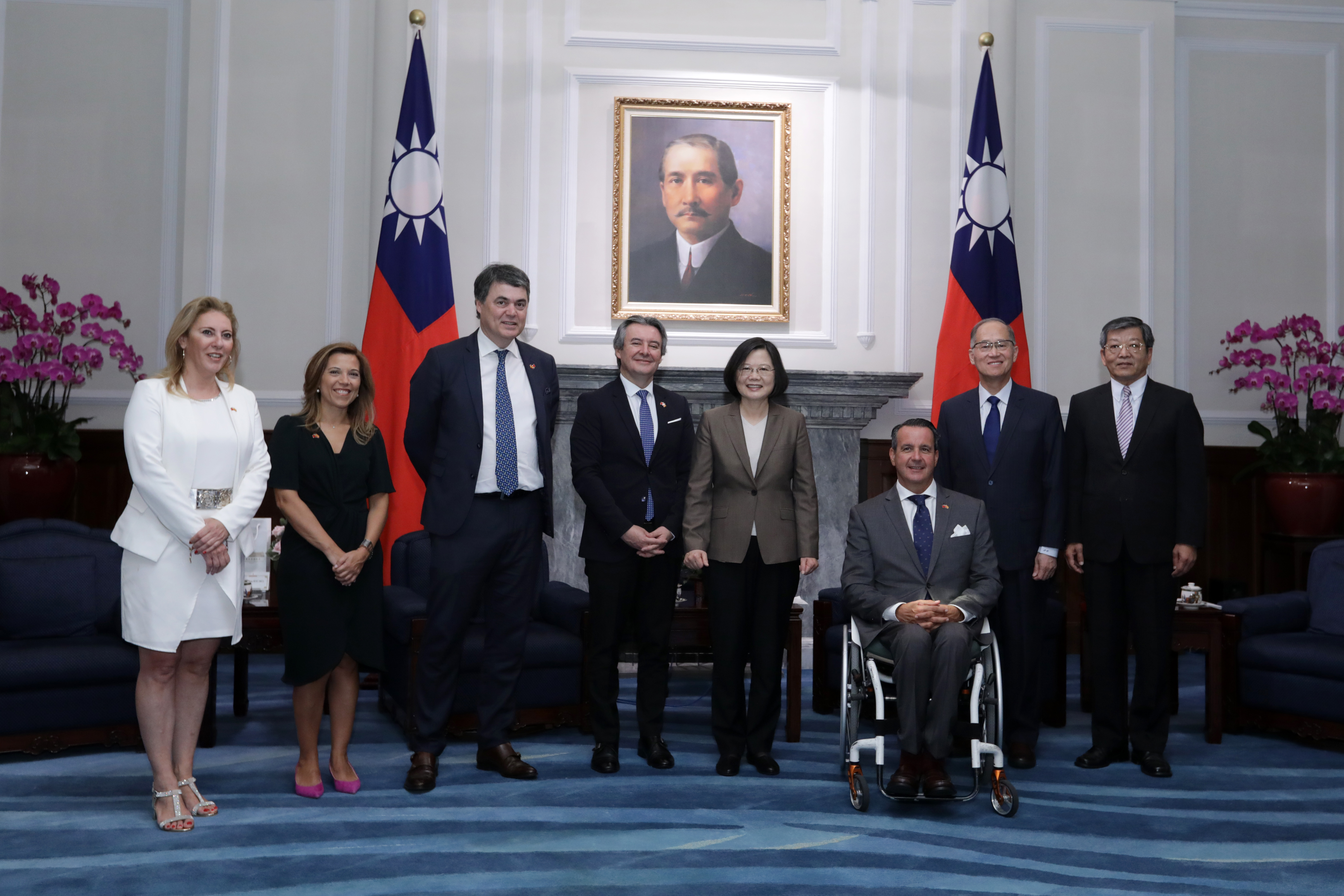
La presidenta de la República de China Tsai Ing-Wen recibe a una delegación de diputados españoles en el Palacio Presidencial de Taipéi en 2018

En marzo de 1973, la relación diplomática entre la República de China (Taiwán) y España fue suspendida, y en agosto de ese mismo año, el Gobierno español estableció en Madrid el Centro Sun Yat-Sen, para mantener y desarrollar las relaciones sustantivas bilaterales cuyo nombre se cambió a Oficina Económica y Cultural de Taipéi en 1993. La actual representante de la Oficina Económica y Cultural de Taipéi en España es Dña. Vivia Chang, quien asumió el cargo en julio de 2023.
Tanto Vivia Chang como sus antecesores han realizado visitas institucionales a distintas comunidades autónomas y a sus principales ciudades y municipios, manteniendo todo tipo de relaciones con autoridades y representantes de la política, los negocios, el comercio, la cultura, la universidad, el mundo académico o la vida social.
España es uno de los países que no reconoce a la República de China (Taiwán), pero mantiene con ella relaciones extraoficiales. España fue uno de los países que votó abstención en la asamblea general de la ONU con respecto a la resolución 2758 (1971), que requería que cualquier cambio en la representación de China en la ONU sea determinada por mayoría de votos de dos tercios.
En los últimos años varios políticos españoles han realizado viajes a la isla y se han reunido con las autoridades taiwanesas. En cuanto a las relaciones comerciales, en exportaciones Taiwán es el 50.º mercado exterior de España y, para Taiwán, España es su 35.º proveedor. En importaciones, Taiwán es el 40.º proveedor de España y, para Taiwán, España es su 20.º mercado. Destaca la presencia de Siemens Gamesa en la isla, que se estableció inicialmente en el puerto de Taichung en 2019 con el arrendamiento de 3 hectáreas de terreno portuario, donde la empresa instaló una planta de ensamblaje de góndolas de aerogeneradores. Tras iniciar la producción de turbinas de 8 MW en el emplazamiento dos años después, en septiembre de 2021, la empresa alquiló otro terreno para un nuevo complejo de instalaciones de fabricación y almacenes. La primera piedra se colocó en septiembre de 2022 y los principales elementos estructurales se instalaron a finales del mismo año. La posterior finalización de las obras restantes y la instalación de los equipos allanaron el camino para la inauguración en 2024.

Tradicionalmente los españoles residentes en Taiwán han sido en su amplia mayoría religiosos y profesores de español. Hoy día el perfil profesional de los españoles en Taiwán se ha diversificado a otras áreas como ingenieros, investigadores, comerciantes, personal directivo, chefs, artistas, estudiantes, etc. 
La Región de Murcia cuenta en Taiwán con una Oficina de Promoción del Instituto de Fomento.

## Misiones diplomáticas residentes
- España tiene una sección consular en Taipéi.[12]
- Taiwán tiene una oficina económica y cultural en Madrid.[13]